# WWE-pay-per-viewevenementen 2008
De WWE-pay-per-viewevenementen in 2008 bestond uit professioneel worstelevenementen, die door de WWE werden georganiseerd in het kalenderjaar 2008.
In 2008 introduceerde de organisator, toen de World Wrestling Entertainment genaamd, geen nieuwe evenementen. Dit jaar werden Cyber Sunday en Armageddon voor de laatste keer georganiseerd door de WWE.

## WWE-pay-per-viewevenementen in 2008
| Datum            | Evenement               | Locatie                           | Stad                 |
| ---------------- | ----------------------- | --------------------------------- | -------------------- |
| 27 januari 2008  | Royal Rumble            | Madison Square Garden             | New York             |
| 17 februari 2008 | No Way Out              | Thomas & Mack Center              | Las Vegas            |
| 30 maart 2008    | WrestleMania XIV        | Citrus Bowl                       | Orlando (Florida)    |
| 27 april 2008    | Backlash                | 1st Mariner Arena                 | Baltimore            |
| 18 mei 2008      | Judgment Day            | Qwest Center Omaha                | Omaha (Nebraska)     |
| 1 juni 2008      | One Night Stand         | San Diego Sports Arena            | San Diego            |
| 29 juni 2008     | Night of Champions      | American Airlines Center          | Dallas               |
| 20 juli 2008     | The Great American Bash | Nassau Veterans Memorial Coliseum | Uniondale (New York) |
| 17 augustus 2008 | SummerSlam              | Conseco Fieldhouse                | Indianapolis         |
| 7 september 2008 | Unforgiven              | Quicken Loans Arena               | Cleveland (Ohio)     |
| 5 oktober 2008   | No Mercy                | Rose Garden                       | Portland (Oregon)    |
| 26 oktober 2008  | Cyber Sunday            | US Airways Center                 | Phoenix              |
| 23 november 2008 | Survivor Series         | TD Banknorth Garden               | Boston               |
| 14 december 2008 | Armageddon              | HSBC Arena                        | Buffalo (New York)   |